# Alles auf dem Rasen
Alles auf dem Rasen ist eine 2006 veröffentlichte Sammlung von 30 Essays der deutschen Autorin Juli Zeh, die in den Jahren 2000 bis 2005 überwiegend in den Zeitungen Die Zeit, Die Welt und der Zeitschrift Der Spiegel erschienen waren. Teilweise handelt es sich auch um Wettbewerbsbeiträge oder Erstveröffentlichungen.

## Titel
Der Titel des Buches ist eine Anspielung auf den Song Hofgarten von der Musikgruppe Die Toten Hosen von ihrem Debütalbum Opel-Gang mit der Textzeile Ficken, Bumsen, Blasen, alles auf dem Rasen.

## Inhalt
Die Texte sind einem „gedanklichen Mainstream“ oftmals kritisch gegenüberstehende Analysen der Themenfelder Politik, Gesellschaft, Recht, Schreiben (im Sinne eines literarisch-künstlerischen Schaffens) und Reisen, mit einem Anflug von unterschwelligem und leicht bissigem Humor. Sie sind nahezu ausnahmslos in der Ich-Perspektive verfasst. Oftmals ist Juli Zeh als literarische Figur selbst Teil der erzählten Welt oder gar Hauptfigur (homodiegetisch bis autodiegetisch, siehe Erzähltheorie).

## Liste der Kurzgeschichten

### Politik
- Das Prinzip Gregor
- Der Kreis der Quadratur
- Sind wir Kanzlerin?
- Deutschland wählt den Superstaat
- Oma stampft nicht mehr
- Verbotene Familie
- Ersatzteilkasten
- Es knallt im Kosovo

### Gesellschaft
- Ficken, Bumsen, Blasen
- End/t/zeit/ung
- Von Cowgirls und Naturkindern
- Fliegende Bauten
- Die Lehre vom Abhängen

### Recht
- Recht gleich Sprechung oder: Der Ibis im Nebel
- Justitia in Schlaghosen
- Der Eierkuchen
- Supranationales Glänzen

### Schreiben
- What a mess
- Marmeladenseiten
- Genie Royal
- Von der Heimlichkeit des Schreibens
- Auf den Barrikaden oder hinterm Berg?
- Sag nicht ER zu mir

### Reisen
- Fehlende Worte
- Theo, fahr doch
- Niedliche Dinge
- Sarajevo, blinde Kühe
- Jasmina and friends
- Aus den falschen Gründen
- Stadt Land Fluß, Stop: B